# Mário Soares
Pour les articles homonymes, voir Soares.
Mário Soares [ˈmaɾiu suˈaɾɨʃ ], né le 7 décembre 1924 à Lisbonne et mort le 7 janvier 2017 dans la même ville, est un homme d'État portugais. Il est Premier ministre de 1976 à 1978 puis de 1983 à 1985, et président de la République de 1986 à 1996.
Exilé en France en 1970, il rejoint les rangs de l'Action socialiste portugaise, qui devient ensuite le Parti socialiste, au sein duquel il s'impose comme l'un des principaux cadres. Il rentre au pays après la révolution des Œillets en 1974, puis est nommé ministre au sein du gouvernement provisoire.
Nommé ministre des Affaires étrangères en 1974, il quitte le gouvernement l'année suivant, puis du fait de la victoire des socialistes aux élections législatives de 1976, est nommé Premier ministre ; la mésentente entre les partenaires de sa coalition le contraint à la démission en 1978.
Fort d'une large majorité parlementaire issue des élections législatives de 1983, Soares retrouve la charge de Premier ministre ; c'est son gouvernement qui parvient à négocier l'entrée du Portugal au sein de la Communauté économique européenne. En 1985, la majorité sortante est vaincue par l'opposition de centre-droit lors des élections législatives anticipées, et c'est le conservateur Aníbal Cavaco Silva qui lui succède.
En 1986, Mário Soares est élu président de la République portugaise face au conservateur Diogo Freitas do Amaral. Réélu en 1991, il ne peut concourir pour un troisième mandat consécutif et quitte le pouvoir en 1996.
Candidat du Parti socialiste au scrutin présidentiel de 2006, il est nettement devancé par le socialiste dissident Manuel Alegre et par l'ancien Premier ministre conservateur Aníbal Cavaco Silva, qui l'emporte dès le premier tour.

## Biographie

### Formation
Diplômé d'histoire, de philosophie et de droit de l'université de Lisbonne, Mário Alberto Nobre Lopes Soares devient enseignant d'université en 1957. Mais, il est arrêté plusieurs fois à cause de ses activités d'opposant au régime dictatorial de Salazar. Il a ainsi participé au Mouvement pour l'unité nationale contre le fascisme et le Mouvement pour l'unité démocratique.
Comme avocat de la défense des prisonniers politiques, il participe à de nombreux essais menés en plénière Cour et le Tribunal militaire spécial. Il représente notamment Álvaro Cunhal quand celui-ci est accusé des crimes politiques, et la famille de Humberto Delgado dans l'enquête de son assassin présumé. Avec Adelino da Palma Carlos, il défend également la cause dynastique de Maria Pia de Saxe-Cobourg Bragance.

### Exil en France
En 1968, il est arrêté par la police secrète du régime (PIDE) et un tribunal militaire le condamne à être banni dans la colonie portugaise de São Tomé dans le golfe de Guinée. Puis, il est exilé en 1970 et s'installe en France.
Soares commence à travailler comme chargé de cours au Centre universitaire de Vincennes, mais y est violemment attaqué pour ses liens supposés avec le régime dictatorial. Il enseigne par la suite à l'université Rennes-II deux jours par semaine, et le reste du temps travaille comme avocat d'affaires à Paris.
Il y rejoint un mouvement portugais en exil, l'Action socialiste portugaise, qui devient le Parti socialiste le 19 avril 1973. Soares en est élu secrétaire général.

### Retour au Portugal
Le 28 avril 1974, après la révolution des Œillets du 25 avril, il rentre de son exil à Paris et est accueilli à la gare de Santa Apolónia en héros.
Au sein des premiers gouvernements provisoires, Soares est ministre des Affaires étrangères et est notamment chargé de négocier l'indépendance des colonies de l'Empire portugais.
Le 25 avril 1975, le Parti socialiste est en tête lors des élections constituantes. Cependant, la situation politique se tend. Soares accuse le Parti Communiste Portugais dirigé par Álvaro Cunhal de vouloir prendre le pouvoir, noyautant l'appareil d'État et contrôlant les médias. Soares fait pression sur les militaires (le Premier ministre, Vasco dos Santos Gonçalves, et le président de la République, depuis le 30 octobre 1974, Francisco da Costa Gomes) pour qu'ils instaurent une démocratie pluraliste au Portugal. En juillet 1975, le Parti socialiste quitte le gouvernement, ce qui provoque des manifestations dans le Nord conservateur du pays. C'est l' "été chaud" : des sièges du Parti Communiste Portugais et de mouvements d'extrême gauche sont attaqués. On craint alors qu'une guerre civile éclate. Néanmoins, en septembre 1975, Gonçalves, suspecté de soutenir le Parti Communiste Portugais, quitte ses fonctions. Le Parti Socialiste revient au gouvernement.
Le Parti Socialiste remporte les premières élections démocratiques qui ont lieu en avril 1976. Soares devient Premier ministre et dirige les deux premiers gouvernements constitutionnels jusqu'en août 1978. Cependant, à cause de l'hostilité entre socialistes et communistes, il gouverne sans majorité absolue et doit finalement démissionner en 1978.
Entre 1978 et 1983, se succèdent plusieurs gouvernements conservateurs. Soares dirige le neuvième gouvernement constitutionnel jusqu'en 1985. C'est lui qui négocie les conditions de l'adhésion du Portugal dans la Communauté économique européenne.
Les élections législatives d'octobre 1985 sont décevantes pour le Parti socialiste et Mario Soares remet la démission de son gouvernement. Il est remplacé au poste de Premier ministre par Aníbal Cavaco Silva.

### Président de la République

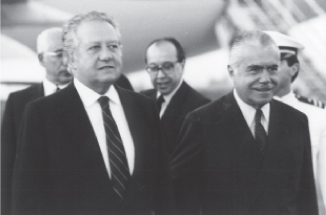
Soares en compagnie du président brésilien José Sarney lors d'une visite officielle en 1988.

Il accomplit deux mandats comme président de la République de 1986 à 1996. Soares est le premier chef de l'État civil depuis soixante ans. Dans cette fonction dont la principale prérogative est de veiller sur les institutions, Soares promeut les droits de l'homme au Portugal et dans le monde. Il était considéré comme le père de la démocratie au Portugal.

### Après la présidence

#### Union européenne
Mário Soares poursuit sa carrière politique au niveau européen. Il est président du Mouvement européen international de 1997 à 1999. En 1999, il dirige la liste socialiste à l'élection européenne et est élu député au Parlement européen, mandat qu'il exerce jusqu'en 2004 en siégeant au sein de la commission des Affaires étrangères et en présidant, pendant quelques mois, la délégation pour les relations avec Israël.

#### Portugal

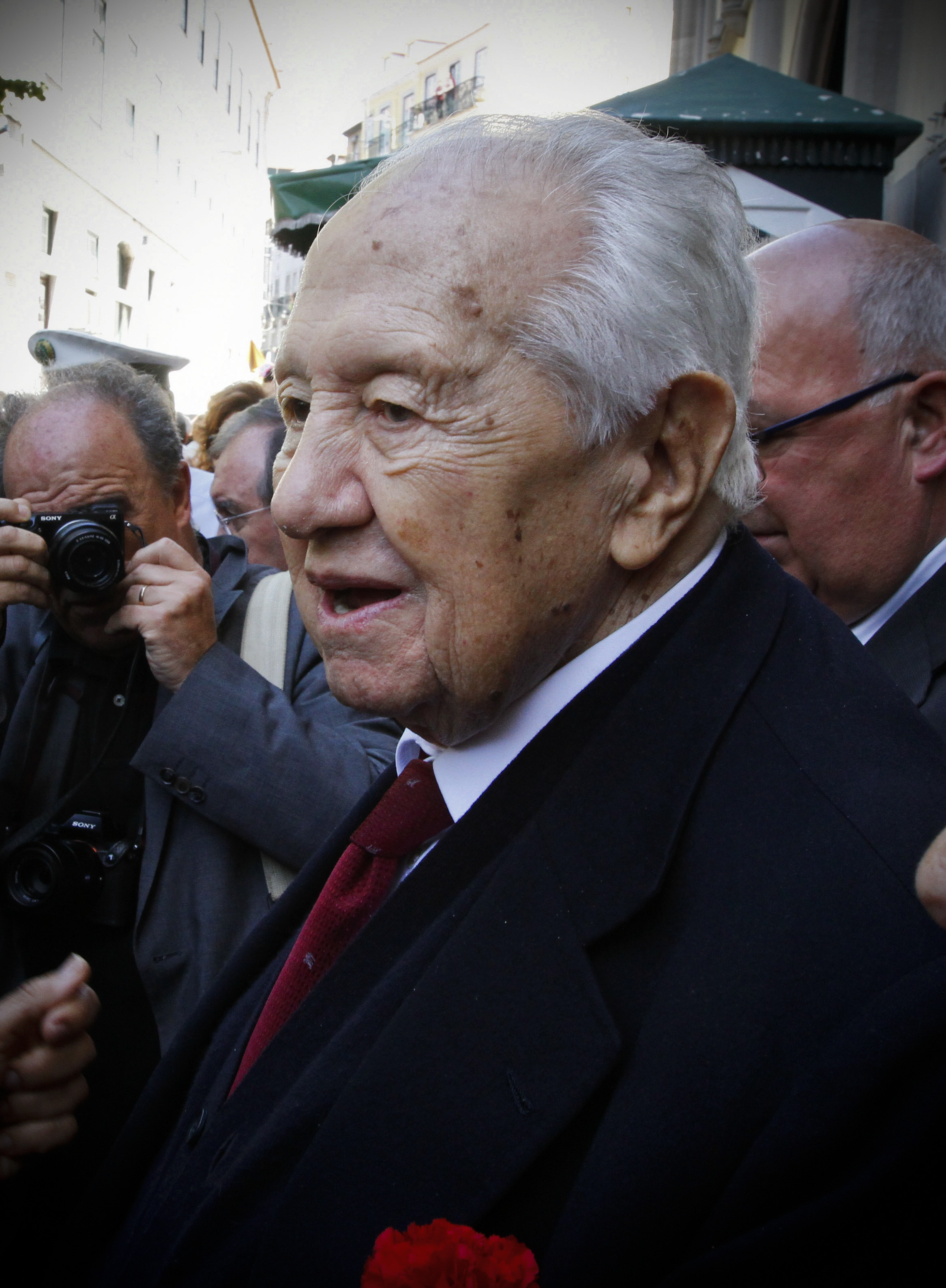
Mário Soares en 2014.

En 2005, il annonce qu'il sera le candidat du PS à l'élection présidentielle de 2006, déjouant ainsi les pronostics qui favorisaient l'ancien commissaire européen António Vitorino. Il affronte entre autres candidats, un ancien Premier ministre conservateur Aníbal Cavaco Silva. C'est finalement ce dernier qui est élu président au premier tour, du fait de la division de la gauche entraînée par la candidature de Soares.
Il meurt le 7 janvier 2017 à 92 ans à l'hôpital de la Croix-Rouge, à São Domingos de Benfica, une commune du district de Lisbonne, mais les raisons médicales ne sont pas précisées,,.

## Distinctions

### Prix
- 1993 : Médaille d'Or de Galice (es) (Espagne)
- 1993 : Médaille d'Extrémadure (en) (Espagne)
- 1995 : Prix Princesse des Asturies dans la catégorie Coopération internationale[9]
- 1998 : prix international Simón-Bolívar (en)
- 2000 : prix Nord-Sud du Conseil de l'Europe.

### Sociétés savantes
- Membre honoraire du Club de Rome[10].
- Membre du Haut Conseil de la francophonie
- Membre de l'Académie brésilienne des lettres
- Membre de l'Académie du royaume du Maroc[11]

### Décorations
- Grand collier de l'ordre de la Tour et de l'Épée (Portugal)
- Grand-croix de l'ordre du Christ  (Portugal)
- Ruban des Trois Ordres (en)
- Chevalier grand-croix au grand cordon de l'ordre du Mérite de la République italienne (Italie)
- Grand-croix avec collier de l'ordre de la Rose blanche (Finlande)
- Grand collier de l'ordre national de la Croix du Sud (Brésil)
- Grand-croix avec collier de l'ordre du Faucon (Islande)
- Collier de l'ordre de Pie IX (Vatican)
- Grand-croix de l'ordre du Mérite de la République fédérale d'Allemagne (Allemagne)
- Grand-croix de l'ordre du Mérite de la république de Pologne (Pologne)
- Grand-croix de l'ordre Polonia Restituta (Pologne)
- Grand-croix de l'ordre du Sauveur (Grèce)
- Grand-croix de l'ordre national du Mérite (France)
- Grand-croix de la Légion d'honneur (France)
- Chevalier grand-croix de l'ordre du Lion néerlandais (Pays-Bas)
- Grand-croix de l'ordre de la Couronne de chêne (Luxembourg)
- Grand-croix de l'ordre de l'Aigle aztèque (Mexique)
- Grand-croix de l'ordre de Saint-Olaf (Norvège)
- Chevalier grand-croix de l'ordre du Bain (Royaume-Uni)
- Chevalier grand-croix de l'ordre de Saint-Michel et Saint-Georges (Royaume-Uni)
- Chevalier de l'ordre des Séraphins (Suède)
- Grand-croix de l'ordre de Dannebrog (Danemark)
- Grand-croix de l'ordre de Charles III d'Espagne (Espagne)
- Grand-croix de l'ordre du Mérite hongrois (Hongrie)
- Grande étoile de l'ordre du Mérite autrichien (Autriche)

Grade non renseigné :
- Ordre du Lion d'or de la maison de Nassau (Luxembourg)
- Ordre de l'Éléphant (Danemark), le 6 mai 1992.
- Ordre de l'Étoile de Yougoslavie (Yougoslavie)
- Ordre du Mérite ivoirien (Cote d'Ivoire)
- Ordre de Stara Planina (Bulgarie)
- Ordre d'Amilcar Cabral (Cap-Vert)
- Ordre du Mérite du Chili (Chili)
- Ordre du Mérite du Sénégal

### Honneurs
Il obtient une multitude de doctorats honoris causa :
- 1987 : université libre de Bruxelles[12]
- 1987 : université Brown en droit[13]
- 1987 : université de Salamanque
- 1988 : université de Princeton en droit
- 1989 : université Sorbonne-Nouvelle[14]
- 1990 : université de Porto en lettres[15]
- 1992 : université de Saint-Jacques-de-Compostelle[16]
- 1995 : université complutense de Madrid
- 2010 : université Bordeaux-Montaigne[17].
- université Rennes-II[18]
- université de Coimbra
- université d'Oxford
- université de Bologne
- université de Genève
- université Bilkent
- université de Toronto
- université de La Corogne

La promotion 2020-2021 du Collège d'Europe porte son nom.